# Императорская печать Монголии

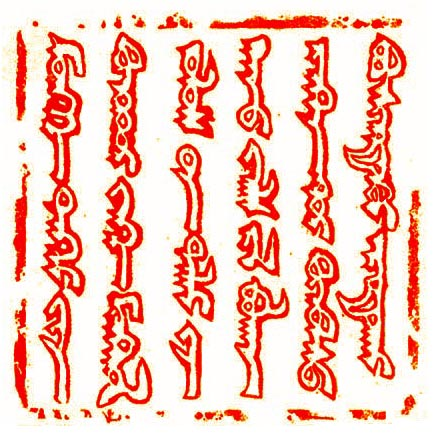
Печать хана Гуюка, использующая старомонгольскую письменность (найдена в письме папе римскому Иннокентию IV)

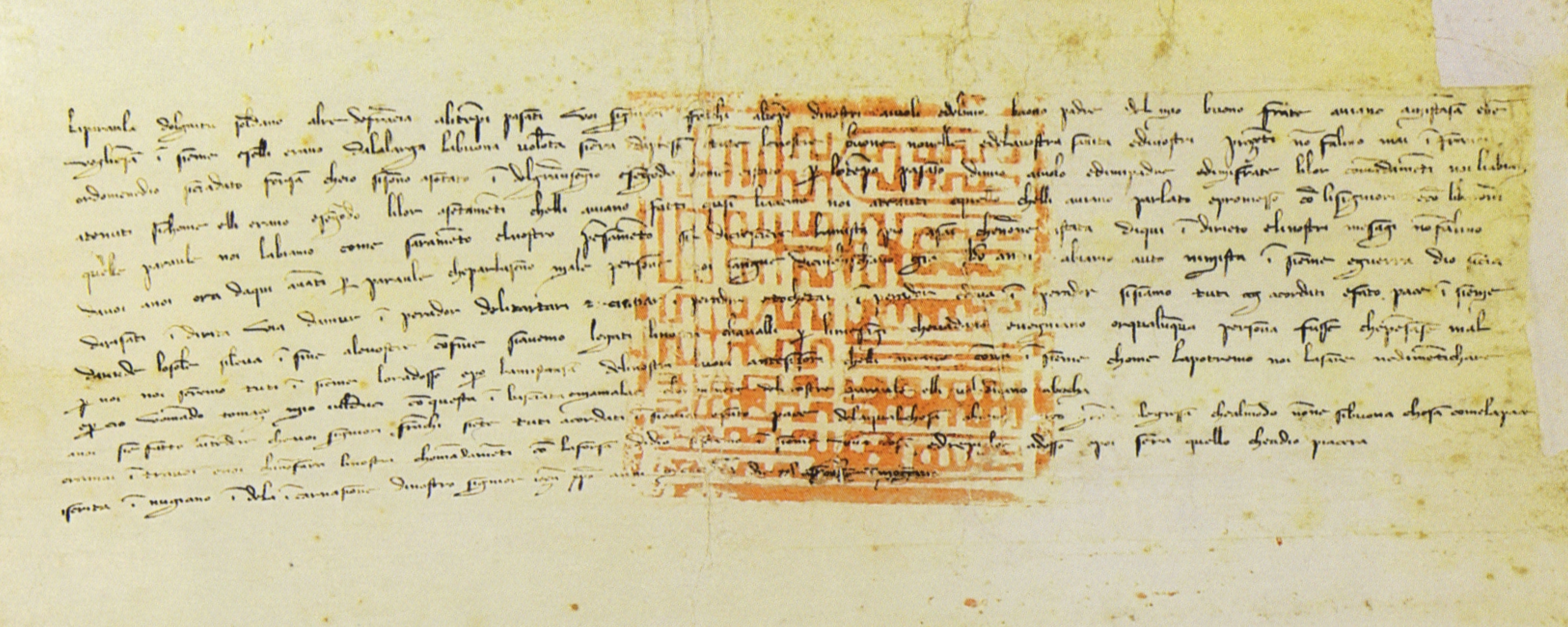
Перевод письма Олджейту Филиппу IV, сделанный Г. Бускарелло на обратной стороне письма (видна печать)

Императорская печать Монголии — печать (тамга), которой пользовались монгольские правители; символ высшей государственной власти в стране.

## История
Согласно сведениям Плано Карпини, печать для Великого хана Гуюка изготовил русский ремесленник Козьма. Вероятно, именно эта печать использовалась в письме Папе Римскому Иннокентию IV (на илл.). Тем не менее, большинство монголоведов считают, что Козьма изготовил лишь одну из нескольких существовавших в имперский период печатей, а печать на письме — это личная печать Чингисхана, унаследованная его преемниками.
Во времена правления династии Юань, также использовалось несколько печатей. К примеру, Аюршридара владел императорской печатью с надписью «Северная Юань». В XVI веке монголы использовали квадратную печать. Надписи присутствуют как на монгольском, так и на других монгольских письменностях. Последний североюаньский хан Эджей отдал императорскую печать в 1635 году в знак сложения с себя высшей власти в стране маньчжурскому хану Абахаю.
После национальной революции 1911 года по приказу вновь возведённого на монгольский престол Богдо-хана печать была воссоздана. В 1920 году польский ученый К. Коралевский сделал фотографию этой печати, а французский монголист П. Пельо выполнил её перевод: «Святейший Богдо-хан, управляющий властью и религией».